# Sergio Camello
Sergio Camello Pérez (* 10. Februar 2001 in Madrid) ist ein spanischer Fußballspieler.

## Karriere

### Verein
Nachdem er in der Jugend von Las Encinas gespielt hatte, ging er schnell in die Jugend von Atlético Madrid über. Dort durchlief er dann auch alle U-Mannschaften und wurde Ende März 2019 dann auch Teil der B-Mannschaft. Hier wurde er dann nach und nach auch zum Stammspieler. Kurz nach seinem Aufstieg in die Zweite Mannschaft, bekam er auch schon sein Debüt für die Erstvertretung. Am 18. Mai 2019 wurde er bei einem 2:2 gegen UD Levante in der Liga zur zweiten Halbzeit für Thomas Partey eingewechselt und erzielte dann auch in der 79. Minute das abschließende 2:2. In den nächsten paar Spielzeiten erhielt er auch noch weitere Einsätze und so im November 2020 auch sein Debüt in der Champions League.
Zur Spielzeit 2021/22 folgte dann erst einmal eine Leihe zu CD Mirandés, wo er in 36 Einsätzen in der Zweiten Liga insgesamt 15 Treffer erzielte. In der Folgesaison ging es dann erneut per Leihe weiter zu Rayo Vallecano. Auch hier spielte er in eigentlich jeder Partie mit und sammelte auch hier zumindest ein paar Scorer-Punkten, was seinem Team einen Platz im Mittelfeld verschaffte. Zur Spielzeit 2023/24 wurde er dann fest von Rayo verpflichtet.

### Nationalmannschaft
Nach einem Freundschaftsspiel mit der spanischen U16 folgten für ihn ab Oktober 2017 weitere Einsätze mit der U17, wo er auch Einsätze bei der Europameisterschaft 2018 bekam. Nach weiteren für ihn torreich verlaufenden Freundschaftsspielen für die U18 bekam er auch ein paar Einsätze für die U19.
Seit November 2021 ist er für die spanische U21-Nationalmannschaft aktiv und nahm mit dieser auch an der Europameisterschaft 2023 teil, wo er bei vier Partien Spielzeit bekam. Am Ende erreichte seine Mannschaft auch das Finale, wo diese schlussendlich England mit 0:1-unterlag. Mit der spanischen Olympiamannschaft gewann er 2024 die Goldmedaille.

## Titel
- Olympiasieger: 2024